# Егиалей
Вижте пояснителната страница за други значения на Егиалей.
Егиалей (на старогръцки: Αἰγιαλεύς, „жител на Аргос“) в древногръцката митология е един от Епигоните. Син е на Адраст.
Предсказано е, че Егиалей ще умре понеже в „Походът на Седемте“, баща му е успял да се спаси. Убит от Лаомедонт, но след това и Лаомедонт е убит от сина на Амфиарай, Алкмеон.